# Saint-Dolay

Saint-Dolay este o comună în departamentul Morbihan, Franța. În 1 ianuarie 2022 avea o populație de 2.636 de locuitori.